# Srednje Selo (Cetingrad)
 Srednje Selo    falu Horvátországban Károlyváros megyében. Közigazgatásilag Cetingradhoz tartozik.

## Fekvése
Károlyvárostól 45 km-re délkeletre, községközpontjától 6 km-re délre, a Kordun területén, a bosnyák határ közelében fekszik.

## Története
Lakosságát csak 1948-óta számlálják önállóan, akkor 147-en lakták. 2011-ben 15 lakosa volt.

## Lakosság
| Lakosság változása | Lakosság változása | Lakosság változása | Lakosság változása | Lakosság változása | Lakosság változása | Lakosság változása | Lakosság változása | Lakosság változása | Lakosság változása | Lakosság változása | Lakosság változása | Lakosság változása | Lakosság változása | Lakosság változása | Lakosság változása |
| ------------------ | ------------------ | ------------------ | ------------------ | ------------------ | ------------------ | ------------------ | ------------------ | ------------------ | ------------------ | ------------------ | ------------------ | ------------------ | ------------------ | ------------------ | ------------------ |
| 1857               | 1869               | 1880               | 1890               | 1900               | 1910               | 1921               | 1931               | 1948               | 1953               | 1961               | 1971               | 1981               | 1991               | 2001               | 2011               |
| 0                  | 0                  | 0                  | 0                  | 0                  | 0                  | 0                  | 0                  | 147                | 91                 | 86                 | 76                 | 0                  | 0                  | 30                 | 15                 |